# General Sánchez Cerro
General Sánchez Cerro é uma província do Peru localizada na região de Moquegua. Sua capital é a cidade de Omate.

## Distritos
- Chojata
- Coalaque
- Ichuña
- La Capilla
- Lloque
- Matalaque
- Omate
- Puquina
- Quinistaquillas
- Ubinas
- Yunga